# امام‌آباد (دامغان)
امام‌آباد روستایی در دهستان دامنکوه بخش مرکزی شهرستان دامغان استان سمنان ایران است.

## جمعیت
بر پایه سرشماری عمومی نفوس و مسکن در سال ۱۳۹۵ جمعیت این روستا ۳۲۰ نفر (در ۱۲۵ خانوار) بوده است.